# Jacinto López y Romo
Jacinto López y Romo (ur. 10 września 1831 w Encarnación de Díaz, zm. 31 grudnia 1900) – meksykański duchowny rzymskokatolicki, arcybiskup linareski i guadalajarski.

## Biografia
1 kwietnia 1855 otrzymał święcenia prezbiteriatu i został kapłanem diecezji guadalajarskiej.
10 czerwca 1886 papież Leon XIII mianował go biskupem Linares. 29 sierpnia 1886 w katedrze w Guadalajarze przyjął sakrę biskupią z rąk arcybiskupa guadalajarskiego Pedro José de Jesúsa Lozy y Pardavé. Współkonsekratorami byli biskup San Luis Potosí Jose Maria Ignacio Montes de Oca y Obregón oraz emerytowany biskup chiapaski Ramón María de San José Moreno y Castañeda OCD. Ingres odbył 24 listopada 1886.
13 sierpnia 1891 diecezja Linares została podniesiona do rangi arcybiskupstwa. Tym samym López y Romo został arcybiskupem linareskim.
14 grudnia 1899 ten sam papież mianował go arcybiskupem guadalajarskim. Ingres odbył 3 marca 1900. Kilka miesięcy później, 31 grudnia 1900, zmarł.